# اتصال
الاتصالات أو تبادل المعلومات، أو توفير التسلية عن طريق الكلام أو الكتابة أو أية وسائل أخرى، وربّما كانت أهم أنواعها هي الاتصالات الشخصية التي تحدث عندما يُعبِّر الناس لبعضهم البعض عن أفكارهم ورغباتهم. ويتصل الناس مع بعضهم البعض من خلال طرق عديدة، ومن ذلك: الكلام، وتحريك أياديهم، وحتى تعبيرات وجوههم. ويستخدم الناس المكالمات الهاتفية، والخطابات للاتصالات الشخصية.

## أسباب اختلاف التعريفات
يمكن القول بوجود مدخلين لتعريف الاتصال:
- المدخل الأول: ينظر إلى الاتصال على أنه عملية يقوم بها طرف مرسل بإرسال رسالة إلى طرف مقابل، بما يؤدي إلى آثر معين.

ويهدف إلى تعريف المراحل التي يمر بها الاتصال ويدرسها على حدة، وأهدافها وتأثيرها على عملية الاتصال ككل.
وعرف الباحثون الاتصال كعملية يتم من خلالها نقل معلومات أو أفكار معينة من المرسل إلى المستقبل بشكل هادف، ومن أبرز نماذج هذه التعريفات:
1. الاتصال بأنه العملية التي يتم من خلالها نقل رسائل معينة من مرسل إلى مستقبل.
2. الاتصال الجماهيري وهو الاتصال الذي يتم بين أكثر من شخصين وتقوم بها المؤسسات أو الهيئات.
3. الاتصال هو انتقال المعلومات والأفكار والاتجاهات والعواطف من شخص لأخر أو من جماعة إلى أخرى.
4. الاتصال عملية تعدد الوسائل والهدف الذي يتصل أو يرتبط بالآخرين ويكون ضروريا اعتباره تطبيقا لثلاث عناصر وهي العملية والوسيلة والهدف.
5. الاتصال عملية تفاعل بين طرفين خلال رسالة أو فكرة أو خبرة عبر قنوات اتصالية تتناسب مع مضمون الرسالة.

- المدخل الثاني: يرى ان الاتصال يقوم على تبادل المعاني الموجودة للرسائل، من خلال تفاعل أفراد الثقافات المختلفة، وذلك لتوصيل المعنى وفهم الرسالة.

وهو أيضاً تعريف بنائي أو تركيبي حيث يركز على العناصر المكونة للمعنى، والتي تنقسم إلى ثلاث مجموعات:
1. قارئ الموضوع الخبرة الثقافية والاجتماعية.
2. الموضوع وإشاراته ورموزه.
3. الوعي بوجود واقع خارجي يرجع إليه الموضوع.

وينظر إلى الاتصال على أنه عملية التبادل معاني وعلى أنه عملية تتم من خلال الاتكاء على وسيط لغوي، والمرسل والمستقبل يشتركان في إطار دلالي وأنه أيضاً عملية تفاعل رمزي ومن النماذج الاتصال:
1. الاتصال تفاعل بالرموز اللفظية بين طرفين المرسل والمستقبل.
2. الاتصال عملية يتم من خلالها تحقيق معاني مشتركة متطابقة بين الشخص القائم بالمبادرة والشخص الذي يستقبلها.

التعريف التالي قد يكون الأقرب لوجهة النظر المتعددة سابقا وهو أن الاتصال عملية يقوم بمقتضاها ما بين مرسل ومستقبل ورسالة في مضامين اجتماعية، ومن خلالها يتم نقل أفكار ومعلومات ومنبهات بين الأفراد عن قضية أو معنى مجرد أو واقع معين، وهو أيضا عملية مشاركة بين المرسل والمستقبل وليس عملية نقل إذ أن النقل ينتهي عند النبع أما المشاركة فتعني الازدواج أو التوحد في الوجود وهذا هو أقرب إلى العملية الاتصالية.
من التعريفات السابقة للاتصال، يلاحظ عدم اتفاق الباحثين على تعريف موحد للاتصال، ويعود ذلك إلى تعدد العلوم الإنسانية وهذا لا يشير إلى خلل بل إلى ثراء في المعنى، وتعريف الاتصال لم يعد يقتصر على أنه نشاط إنساني يمكن أن يتوقف بتحقيق الهدف بل هو اتصال إنساني يتسم بالاستمرارية.
ولولا الاتصالات الشخصية، لَما عرف الآباء احتياجات أبنائهم، ولما استطاع المدرسون مساعدة تلاميذهم على التعلم، ولما استطاع الأصدقاء التنسيق مع أصدقائهم، ولما استطاع الناس المشاركة في المعرفة، ولكان ضروريًا أن يتعلم كل شخص كل شيء بنفسه، ولما أمكن للبشر في أغلب الحالات أن يحيوا لفترة طويلة بإذن الله.

## الاتصال الجماهيري
ويتم نوعٌ آخر مهم من الاتصالات، عندما تُبعث الرسائل إلى جمهور كبير. ويُسَمى هذا النوع الاتصال الجماهيري. وتعد الكتب إحدى أقدم وسائل الاتصال الجماهيرية، كما يعد التلفاز واحدًا من أحدثها. وتعتبر الجرائد والمذياع وسائل أخرى يمكن عن طريقها إرسال المعلومات إلى العديد من الناس. وكما أن البشر تصعب عليهم الحياة بدون الاتصالات الشخصية، فكذلك الدول لا تستطيع الاستمرار في الوجود بغير وسائل الاتصالات العامة. فأخبار نتائج الانتخابات، أو أخبار الزلازل، أو الأحداث المهمة الأخرى يمكنها أن تنتشر وتصل إلى أعداد هائلة من الناس في دقائق من خلال وسائل الاتصالات العامة.
مفهوم الاتصال الجماهيري: حينما نذكر الاتصال الجماهيري سيخطر على بالنا لأول وهلة وسائل الإعلام الجديدة من مذياع وتلفزيون ووسائل الإعلام الجديد أيضاً وقد أصبحت جماهيرية الاستخدام. مصطلح الاتصال الجماهيري يحتوي على متغيرين أساسيين – الاتصال، الجمهور حيث أنها أصبحت تختلف عن الاتصال العادي اختلافاً تاماً فالاتصال الجماهيري نوع خاص من الاتصال ينطوي على اشتراطات مميزة في الأداء أو لها طبيعة الجمهور ثم تجربة الاتصال ثم صاحب الاتصال. بعد ذلك لنسهب قليلاَ في مفهوم الجماهير وهو المتغير الثاني وقد بدأ بالظهور مع ظهور وسائل الإعلام الحديثة أما كلمة (جمهور- جماهير) اصطلاحا فتعود للجذر اللغوي (جمهر). ومن وجهة نظر كاتب آخر أنها عملية تتسم باستخدام وسائل الاتصال الجماهيرية ويمتاز أيضاً في قدرته على توصيل الرسالة أياً كان محتواها إلى أكبر قدر من الناس باختلاف شرائح المجتمع. وفي وسائل الاعلام نسمع أو نقرأ عبارات كثيرة تشير إلى ذلك: تدفق الجماهير المشجعين للفريق... فرقت الشرطة جماهيراً من المواطنين جاءت للاحتجاج..... ازدحم الشارع بجماهير وفيرة بسبب عطلة العيد. إذاً تعريفنا للاتصال الجماهيري هو الاتصال الموجه نحو جماهير كبيرة نسبياً، مختلفة الثقافات، متعددة الانتماءات، ومجهولة الاسم والهوية.
الاتصال الجماهيري كغيره من أنماط الاتصال فهو يمر بعدة مراحل:
1-القائمون بالاتصال: هم الذين يعملون على تشكيل ومحتوى للوسائل الاتصال ولتحقيق أهداف محددة.
2-الرسالة: التي يتم نقلها عبر وسائل الاتصال الجماهيري المتعارف عليها.
3-الجماهير: هي الفئة مهما اختلف نوعها أو عددها والتي يتم نقل الرسالة الاعلامية إليها.
1. التأثير: النتيجة التي تظهر من خلال نقل الرسالة ويعكس مدى تأثير وسائل الاتصال وأهدافها. خصائصه: كون الاتصال الجماهيري يؤثر على الأفراد والمجتمعات بصورة مباشرة وغير مباشرة فإن من أهم خصائصه، اعتماده على التكنولوجيا الحديثة والعديد من وسائط النقل، وعادةً ما يتسم هذا النوع من الاتصال بالعمومية، يعمل الاتصال الجماهيري على تقديم معاني مشتركة لملايين الناس كما يعيبها أن رجع الصدى يكون متأخراَ بعكس جميع وسائل الاتصال الأخرى.

## صعوبات ومعوقات إعداد نماذج الاتصال
تواجه الباحثين عدة صعوبات عند وضع نماذج لعملية الاتصال وأهمها:
أ- تجمد عملية الاتصال: يضطر القائم بالاتصال إلى تجميد عملية الاتصال لكي يدرس عناصرها ومكوناتها، فعند تجميد الواقع في صورة أو تجميد العملية في نموذج قد ينسى العلاقات بين العناصر ويتم تجميد التفاعل وديناميكية الأحداث فعند وصف عملية الاتصال في نموذج ما، فإننا لا نذكر جميع العناصر بل نذكر العناصر التي نشعر بأهميتها فقط.
ب- إغفال بعض العناصر الهامة أو ترتيب العناصر ترتيبا لا يتفق مع الواقع: الصعوبة الثانية في بناء النماذج هو أن العنصر الذي يتكون منه النموذج قد يتم تحديده بشكل غير دقيق أو أن العلاقات التي تفترض وجودها قد لا تنطبق على العلاقات بين أحداث الواقع.
ج- استخدام اللغة: تستخدم اللغة في الوصف، إلا أن اللغة هي عملية تتغير من وقت لآخر. كذلك تتقدر وتفقد صفتها أو خاصيتها كعملية حينما نسجلها أو نكتبها، فالإشارات أو الكتابات على الورق هي تسجيل للغة أو صورة للغة وهي علامات ثابتة. كذلك تعتبر اللغة المنطوقة خلال فترة قصيرة ثابتة إلى حد ما.
كما توافق عالم الاتصال ديوتش مع بيرلو في وظائف النماذج الاتصالية على النحو التالي:
1- الوظيفة التنظيمية.
2- الوظيفية الموجهة.
3- الوظيفية القياسية.
1. تنظيم المعلومات وتشجيع القيام بالابحاث والتنبؤ والسيطرة على الظواهر أو التحكم بها.

المراجع:
- المزاهرة، منال هلال 2012، نظريات الاتصال، الأردن، دار المسيرة للنشر والتوزيع.
- المشاقبة، بسام عبد الرحمن 2011، نظريات الاتصال، الأردن، دار أسامة للنشر والتوزيع.

## أهميـة الاتصالات
ُتوجد الاتصالات حولنا في كل الأرجاء، فأغلب المدن الكبرى بها على الأقل جريدة واحدة يومية. وكثيرًا ما نرى سعاة البريد يسلمون البريد. ويحتوي الهواء من حولنا على إشارات تلفازية غير مرئية، يمكن أن يلتقطها جهاز التلفاز، ويحولها إلى أصوات وصور. كما أننا نستخدم الاتصالات بطرق عديدة في المنزل، والمدرسة، والأعمال، والصناعة، وفي الشؤون العالمية.

### في المنزل
نستعمل أنواعًا عديدة من الاتصالات الشخصية والعامة في المنزل. فالمذياع المزوّد بساعة، قد يوقظنا في الصباح ويُعرِّفنا الوقت والطقس المتوقع، وينقل أخبار اليوم. ويسمح لنا الهاتف بالتحدث مع أشخاص قريبين أو بعيدين عنا. وقد تخبرنا مذكرة من أحد أفراد الأسرة أن صديقًا قد اتصل أو تُذَكِّرنا بميعاد.
تتيح الصحف أنواعًا عديدة من الاتصالات. فبعض المقالات تزودنا بالمعلومات في مجال الأخبار، وبطرق إعداد الطعام. كما تزودنا مقالات أخرى، بأنواع الفكاهة، والمتعة كالمسلسلات الهزلية، والمقالات المضحكة.
ويُشاهد ملايين الناس التلفاز للترفيه في أوقات فراغهم، إلاّ أن التلفاز يقوم بتزويد المشاهدين بفوائد أكثر من مجرد الترفيه. فيحصل أغلب الناس على جزء كبير من الأخبار عن طريق البث الإخباري التلفازي. وتُزّود الإعلانات التلفازية الناس بالمعلومات عن المنتجات والخدمات.

### في المدرسة
يستخدم المدرسون مجموعةً منوعةً من طرق الاتصالات، لمساعدة تلاميذهم على التعلم. فكثيرًا ما يحاضرون للفصل بكامله، أو يُوجِّهون مناقشةً جماعية، وفي أوقات أُخرى يساعد المدرسون تلاميذهم بشكل فرديّ.
وتعد الكتب المدرسية المقررة، من أكثر وسائل الاتصال العامة استعمالا في المدارس. وكذلك يستخدم المدرسون وسائل اتصال أخرى عديدة، مثل الشرائح، والملصقات، والتسجيلات الصوتية والمرئية، والأفلام. وتُطْلعُ الأفلام التعليمية الطلبة على تجارب عديدة لا يمكنهم الحصول عليها في الحياة. ويُعيد الممثلون والممثلات تجسيد الأحداث المهمة في التاريخ، كموقعة القادسية أو حياة عمر المختار. وتأخذ الأفلام الطلبة إلى عوالم بعيدة، كقاع المحيط، أو القطب الجنوبي. كما تُظْهِرُ الرسوم المتحركة عمليات لم يكن من الممكن أن يراها التلاميذ بطريقة أخرى، مثل حركة محرك السيارة، أو مقاومة الجسم البشري الجراثيم.
ويحتوي العديد من غرف الدراسة على أجهزة تلفازية تستقبل دروسًا معدة خصيصًا عن طريق تلفاز الدائرة المغلقة. وهذا الإرسال التلفازي يُرسل عبر الأسلاك إلى عدد محدود من المشاهدين، ولا يبث على الهواء. كما يشجع المدرسون تلاميذهم على مشاهدة البثّ التلفازي، للأحداث المهمة، كإطلاق سفينة فضاء، أو خطاب يلقيه رئيس الحكومة.

### في الأعمال والصناعة
لكل الأعمال الكبرى تقريبًا عمال منتشرون في أكثر من مكان، مثل الموظفين الذين يعملون في المكاتب الفرعية، أو مندوبي المبيعات الذين يزورون العملاء؛ لذلك تحتاج الأعمال إلى اتصالات سريعة موثوق بها. ويتم الكثير من اتصالات الأعمال بوساطة الهاتف، أو بوساطة أجهزة تُسمى الطابعات عن بعد أو آلات الفاكسميلي التي تُرسِل وتستقبل رسائل مكتوبة عبر الأسلاك. وباستخدام هذه الوسيلة للاتصالات، يمكن للمؤسسات المتعددة الفروع أن تُغير سعر أحد الأصناف في جميع فروعها في دقائق معدودة. وكان هذا الأمر ـ قبل أيام الاتصالات السريعة ـ يستغرق عدة أسابيع لإبلاغ كل فرع.
وللعديد من الأعمال دائرة اتصالات، تتكون من اثنين أو أكثر من الحواسيب، متصلة بخطوط هاتفية خاصة. وتتبادل الحواسيب، كميات ضخمة من البيانات بسرعة فائقة. وتقوم الآلات بترجمة المعلومات إلى صورة مكتوبة بواسطة طابعات عالية السرعة، أو على شاشات تُسمى شاشات عرض طرفية تحتوي على أنابيب أشعة الكاثود.
وتطبع أكثر الشركات الكبرى مجلاتها الخاصة، أو جرائدها لموظفيها. وتُسمى هذه المطبوعات نشرات دورية، تزودهم بالمعلومات عن خطط الشركة، والمنتجات الجديدة وأمور أخرى. وقد تتصل الشركات الكبرى بموظفيها، عن طريق دائرة تلفازية مغلقة، وتنتج أفلامها وشرائط التسجيل المرئية الخاصة بها بنفسها.

### في الشؤون العالمية
كانت الأخبار تنتقل بين الأمم ببطء، قبل عصر الاتصالات الحديثة السريعة. وقد تسبَّب الوقت الطويل الذي كان يضيع حتى يتم تسلم الرسائل أحيانًا في مشكلات. فقد كان من الممكن على سبيل المثال، ألاّ تقع حرب عام 1812 م (بين بريطانيا والولايات المتحدة)، لو وُجد البرق أو الهاتف في ذلك الوقت. وقد بدأت الحرب جزئيًا؛ لأنّ بريطانيا عرقلت حرية الملاحة الأمريكية. وقد أعلنت الولايات المتحدة الحرب على بريطانيا في 18 يونيو 1812 م. وكانت بريطانيا، قبل يومين من هذا الإعلان، قد أعلنت أنها سوف تُوقف عرقلة الملاحة الأمريكية، ولكن هذا الخبر كان لابد أن يعبر المحيط الأطلسي، بوساطة السفن، حتى يصل إلى الولايات المتحدة، ولكنه لم يصل إلا بعد بدء القتال. وقد كان من الممكن أيضًا أن تمنع الاتصالات السريعة المعركة الرئيسية في هذه الحرب. وقد خاض الجنود هذه المعركة في نيو أورليانز في يناير 1815 م، بعد 15 يومًا من توقيع معاهدة سلام في أوروبا. وقد قُتِل نحو 315 شخصًا وُجرح نحو 1,290 في هذه المعركة.
ويمكن أن تؤدي الاتصالات السريعة إلى نتائج سيئة إذا لم يتم التعبير عن الرسائل بدقة. فقد أرسلت الولايات المتحدة وحلفاؤها في عام 1945م، قرب نهاية الحرب العالمية الثانية، رسائل بالراديو إلى اليابان، تُحذِر بأن اليابانيين سيواجهون تدميرًا عاجلاً ومطلقًا إذا لم يستسلموا. وقد كان المسؤولون اليابانيون ينوون أن يردوا بأنهم سوف يؤجلون التعليق؛ لأنهم يحتاجون لوقت أطول لدراسة الرسالة. وبدلاً من هذا، فقد ردّوا بكلمة تعني، أنهم سوف يتجاهلون التحذير. ولو كانوا قد اختاروا ردًا آخر، فلربما حال ذلك دون إسقاط الولايات المتحدة، قنابل ذرية على المدينتين اليابانيتين هيروشيما وناجازاكي. وقد مات أو فُقد نحو 132,000 رجل وامرأة وطفل بعد الانفجارين، ويعتقد البعض أن ما حدث كان نتيجةً لفشل في الاتصالات.
يقول الناس كثيرًا إن الاتصالات، قد جعلت العالم أصغر. فقد كان العالم يبدو هائلاً، عندما كانت الرسائل في أوروبا تصل إلى أمريكا بعد رحلة في المحيط تستغرق أسابيع عديدة. والآن يستطيع الراديو، أن ينقل الصوت البشري حول العالم في جزء من الثانية، وبالسرعة نفسها تقريبًا، يستطيع الفرد أن يتصل هاتفيًا بشخص آخر في أي بلد تقريبًا. وقد جعلت أقمار الاتصالات الصناعية البثّ التلفازي على مستوى العالم ممكنًا، فيستطيع المشاهدون في منازلهم أن يشاهدوا أحداثًا تقع في قارة أخرى، كمراسم جائزة نوبل، أو التوقيع على معاهدة.

## عناصر الاتصال
تتنوع عمليات الاتصال، لكنها لا تتم إلا إذا توفرت بها أربع عناصر رئيسية: المرسل، المستقبل، الرسالة، الوسيلة، وأضيف مؤخراً في علم الاتصال عنصرين: رجع الصدى، والتأثير

### المرسل (Sender)
يتمثل بالمسوق أو مجموعة الباعة أو الشركة أو أية مجموعة أخرى تكون هادفة إلى إيصال فكرة أو معلومة أو منتج أو خدمة معينة إلى جمهور مستهدف في السوق. والنقطة الجوهرية في هذا الأمر هو أن يكون هنالك هدف من وراء الإتصال والذي يعد نقطة البدء لعملية الإتصال، أن يدرك تماماً عملية طبيعة المشكلة التي يكون بها الطرف الأخر، وماهية المعرفة أو المنفعة التي سيحصل عليها من وراء عملية الاتصال هذه.
فالشركات التسويقية قد تنفق الكثير من الوقت والمال والجهد في عملية الإتصال هذه، إلا أنها تفشل في تحقيق هدفها المرسوم. ولعل ذلك يعود أساساً إلى عدم فهمها الدقيق لمدى استيعاب الطرف الآخر لمعنى ومضمون الرسالة أو الفكرة التي طرحتها الشركة أو أن هنالك ضعف في الموثوقية بين الطرفين وقد ترجع لأسباب أو مواقف سابقة أو لضعف القائمين على عملية الإتصال بهم كرجال البيع أو مندوبي المبيعات، أو لكون المنتج المقدم لا يتوافق بحقيقته مع مواصفات وخصائص ما تم عرضه في عملية الإتصال.

### المستقبل Receiver
المستقبل أو المتلقي (Receiver): هو الجمهور الذي يتلقى الرسالة الاتصالية أو الإعلامية ويتأثر بها أو يتفاعل معها. وهو عنصر مهم جدا لأنه يلعب دوراً مهماً في إدراك معنى الرسالة وقياس درجة تأثيره في عقلية ذلك الجمهور. قد يرفض الجمهور أو يستجيب لتلك الرسالة أو قد يتخذ موقف اللامبالاة، فليس ضرورياً، فليس ضروريا أن الجمهور ينصاع تلقائياً للرسالة الإعلامية. يعتبر المتلقي هو أهم حلقة في عملية الاتصال، فالقارئ هو الشخص المهم عندما نكتب، والمستمع هو المهم عند التحدث، ويجب أن يضع المصدر في اعتباره طبيعة المتلقي حتى يضمن تحقيق الهدف من الرسالة. كما أن كل ما يتعلق بالمصدر ينطبق أيضاً على المتلقي، فالفرد في بداية عملية الاتصال والفرد في نهاية العملية متماثلان إلى حد كبير. وقد يكون من المفيد أحيانا عند التحدث عن المصدر والمتلقي أن نفترض أن مهمتهما مستقلتان أنهما يعملان منفصلين. بالنسبة للمهارات نجد أن المتلقي يجب أن يكون قادراً على الاستماع والقراءة والتفكير، كذلك بالنسبة للمصدر نجد أن الطريقة التي يفك بها شفرة الرسالة ستحددها جزئياً اتجاهاته نحو نفسه ونحو المصدر ونحو مضمون الرسالة، أما بالنسبة لمستوى معرفته بالواقع فإنه إذا لم يستطع أن يفك شفرة الرسالة فلن يستطيع أن يفهمها، أو قد يحرفها لا شعورياً أثناء إدراكها. فحينما يختار المصدر رسالته، يجب أن يختار شفرة يعرفها المتلقي ويختار المضمون الذي سوف يهم المتلقي، وحينما يعالج الرسالة فإنه ستتوقف معالجته على تحليله للمتلقين الذين يريد التأثير عليهم بالرسالة، أي مهاراتهم واتجاهاتهم ومعارفهم ومراكزهم في الإطار الاجتماعي والثقافي، فالتبرير الوحيد لوجود المصدر ولحدوث الاتصال هو (المتلقي)، فهو الهدف الذي يجب أن تكرس كل القوى للتأثير عليه.

### الوسيلة (Channel)
الوسيلة هي الأداة أو القناة التي باستخدامها يتم نقل الرسالة من المرسل إلى المستقبِل، وهي قنوات تختلف باختلاف طبيعة ومستوى الاتصال. ففي الاتصال الجماهيري يُقصد بالوسيلة القنوات الاتصالية الإلكترونية كالهاتف، والتلفزيون، والإذاعة والحاسب وغيرها من الأجهزة الالكترونية الحديثة، أو المطبوعات الورقية كالصحف والمجلات والنشرات. أما الاتصال الجمعي مثل المحاضرة أو خطبة صلاة الجمعة، بالإضافة إلى المؤتمرات تكون الوسيلة الميكروفون. أما في الاتصال المواجهي والذي يعرف بالاتصال الشخصي أيضاً، فإن الوسيلة لا تكون ميكانيكية وإنما تكون طبيعية كالقنوات السمعية والبصرية والصوتية التي يقوم المرسل بتوظيفها لنقل الرسالة، فالاتصال هنا يقوم على أكثر من أداة في الوقت نفسه، فنحن نقوم بالتحدث مع الآخرين عبر الصوت وننصت لما يقولون من خلال السمع، ونتبادل الحركات الجسدية والاتصالات الغير لفظية من خلال القنوات البصرية وبقية الحواس كاللمس مثلاً. كما أنه ينبغي مراعاة الكثير من العوامل أثناء اختيار وسيلة الاتصال المناسبة لطبيعة الرسالة، ومن هذه العوامل: اختيار الوسيلة التـي لا تشويش فيها، أن تكون الوسيلة ملفتة لانتباه المستقبل، وينبغي اختيار الأداة التي تساعد في التركيز على محتوى الرسالة، كـما هو ضروري أن يكون للوسيلة قدرة سريعة على نقل الرسالة.

### الرسالة (Message)
هي جوهر عملية الاتصال لأنها تمثل المضمون أو المحتوى لعملية الاتصال التسويقي وهي تتكامل مع قناة الاتصال وتتوافق معها، ويمكن أن تكون الرسالة الموجهة إلى الطرف الآخر على شكل كلام، إشارات، سلوك، كتابة...إلخ، ولكن من المهم جدا أن تكون واضحة وذات معنًا للمستلم، فعندما توجه رسالة إلى المستهلك عن منتج معين عبر وسائل الإعلان يجب أن يكون الإعلان بما يكفي لتوضيح مدى المنفعة التي سيحصل عليها المستهلك من هذا المنتج، وأين يجده، وما هو سعره، وما هي الخدمات المصاحبة له عند الشراء أو بعد الشراء...إلخ.
ومن الشروط الواجب توافرها في الرسالة فضلاً عن المعنى الذي تحويه هو أن تكون ذات جاذبية معينة بحيث تثير لدى المستهلك الرغبة في استلام وفهم الرسالة والتفاعل معها. وقد يكون أبعاد الجاذبية هنا ذات بعد عقلاني كما هو في تحديد الخصائص والمواصفات الفنية والاقتصادية للسلعة أو الخدمة المقدمة له، أو أن تكون ذات بعد عاطفي والتي تمثل المحاكاة للجوانب النفسية والشخصية التي تميز المستهلكين وبما يثير لديهم الدوافع الداخلية للتفاعل مع مضمون الرسالة والاستجابة لها.

## التغذية الراجعة
رجع الصدى (feedback) في عملية الاتصال وقد يطلق عليه البعض التغذية الراجعة هو ردة الفعل المتوقعة من المتلقي أثناء تلقي الرسالة، بحيث يصبح المتلقي مرسلا ويضع فكرة في كود ثم ينقلها إلى من أرسل إليه الرسالة، فيصبح المرسل هنا متلقي، ويكون رجع الصدى لفظي وغير لفظي.
وتختلف عملية رجع الصدى (feedback) بين أنواع الاتصال، مثلا في الاتصال الشخصي والمواجهي تكون عملية رجع الصدى مباشرة وواضحة، ويمكن للمتلقي أن يحظى بها مباشرة خلال عملية الاتصال، فبذلك يكون للتغذية الراجعة أثر كبير على المتلقي، أما في الاتصال الجماهيري فرجع الصدى يكون متأخر ولا يتم أثناء عملية الاتصال ويكون مؤجل لفترة من الزمن، ولكن غياب عنصر رجع الصدى في عدد من الاتصال الجماهيري لا يعني عدم أهميته أو عدم وجوده، فمع تطور التقنيات في حياتنا واختراع الإنترنت والهاتف زادت سرعة رجع الصدى في الاتصال الجماهيري بحيث أصبح يمكن للمتلقي عرض وجهة نظره من خلال الهاتف أو غيره أثناء عملية الاتصال الجماهيري.
وقد يكون رجع الصدى (feedback) إما إيجابيا أو سلبيا، فرجع الصدى الإيجابي يعبر عن تأييد المتلقي للمرسل وإعجابه به، وهو يعتبر دعم وتأييد للمرسل سواء كان عن طريق الاتصال اللفظي بقول ذلك، أو عن طريق الاتصال الغير لفظي من إيماء الرأس والابتسام أثناء عملية الاتصال، أما النوع الآخر وهو رجع الصدى السلبي فهو العكس تماما، فالمتلقي يكون معارض للمرسل وغير مؤيد له، ويظهر له الإعراض والإنكار.

## تطور الاتصالات

### ما قبل التاريخ

الرسم على الصخور، استعملها إنسان ما قبل التاريخ لتصوير حياته

من المحتمل أنّ الإنسان الأول قد تفاهم مع الآخرين بالأصوات والإيحاء قبل استعمال الكلمات الحقيقية. ولا يُعرف كيف بدأ التخاطب البشري، وهذا أمر اختلف العلماء فيه منذ القدم ودارت آراؤهم فيه حول أربعة محاور: الأول أن اللغة توفيق من الله والثاني أنها إلهام والثالث أنها اصطلاح والرابع أنها محاكاة للأصوات كما لخصه ابن جني وغيره.
وعلى كل حال فقد تبادل الناس المعلومات في المقام الأول مشافهة. كانت الرسائل الشفهية ينقلها عداؤون لمسافات طويلة. واستخدم الناس قرع الطبول، وإشعال النار، وإشارات الدخان للاتصال بالآخرين الذين يفهمون الرموز المستخدمة. كانت الصور والرسوم هي الخطوات الأولى نحو اللغة المكتوبة. وقد بدأ الفنانون قبل التاريخ استخدام سلسلة من الصور لحكاية قصة، كتاريخ رحلة صيد ممتعة أو عاصفة عنيفة. وبالتدريج طّور الناس نظامًا من الصور الصغيرة التي ترمز للأشياء والأفكار الأكثر شيوعًا. ويُعرف هذا النظام بالكتابة بالصور وقد طور السومريون الذين عاشوا في بلاد الرافدين أول نظام للكتابة بالصور حوالي سنة 3500 ق.م.
وقد استخدمت الكتابة بالصور بكفاءة في الأشياء المألوفة، ولكن الناس واجهوا صعوبة في كتابة الكلمات الجديدة، أو غير المألوفة، وبالتدريج تعلموا أن يجعلوا كل رمز يُمثل صوتًا بدلاً من شيء أو فكرة؛ ونتيجة لذلك أمكن لهم أن يكتبوا أية كلمة في اللغة المنطوقة.
وقد جاءت الكتابة في المرتبة الثانية، بعد التخاطب مباشرةً، بين أهم الاختراعات الأولى الخاصة بالاتصالات. وقد مكّنت الناس من تبادل الرسائل عبر المسافات الطويلة، دون الاعتماد على ذاكرة المُرْسَل إليه. كما أمكن أيضًا الاحتفاظ بالمعلومات لاستخدامها في وقت لاحق. وباختراع الكتابة انتهى عصر ما قبل التاريخ، وبدأت حقبة التاريخ المكتوب.

### خلال الأزمنة القديمة

الكتابة المسمارية، ظهرت في القرن السادس قبل الميلاد، تتكون من حروف مسمارية منقوشة على الطين أو الصلصال

كانت الكتابة خلال تلك الأزمنة الوسيلة الرئيسية للاتصالات عبر المسافات الطويلة. وقد استأجر رجال الأعمال والأثرياء وسطاء محترفين، نقلوا الرسائل سيرًا على الأقدام، أو على ظهور الخيل، أو عن طريق السفن. كما استخدم القادة العسكريون الحمام الزاجل لنقل الرسائل.
وفي حوالي عام 500 ق.م، طوّر الإغريق القدماء طريقةً سريعة لإرسال الرسائل من مدينة لأخرى على مجموعة من الجدران اللبنية. وقد كانت المسافة بين هذه الجدران قريبة، بحيث كان كل منها يمكن رؤيته من الجدار المجاور له. وقد مثلت الفجوات، خلال أعلى كل سور، حروف الهجاء. ويقوم الشخص بإشعال النار في الأماكن المناسبة على الجدار لإرسال رسالة. ويرى المراقب على الجدار المجاور النيران وينقل الرسالة. ويُسَمّى هذا النظام من الاتصالات بالبرق المرئي.
وقد حصل الرومان القدامى على الأخبار من صحيفة مكتوبة باليد تُسمّى الأحداث اليومية (الأكتا ديورنا)، وكان يصدر بعض النسخ من الصحيفة كل يوم ويلصق في الأماكن العامة.

### خلال العصور الوسطى
كان للنصرانية تأثير مهم على الاتصالات في القرون الوسطى التي بدأت في حوالي عام 400 م، واستمرت نحو ألف سنة. وكان القليل من الناس يستطيعون القراءة والكتابة. وكان أغلبهم من قادة الكنيسة؛ ونتيجة لذلك فقد كان أغلب الكتب والاتصالات المكتوبة يدور حول موضوعات دينية.
وقد قام فنانون ـ وخاصة من العرب والمسلمين ـ يُدعون الناسخين (الكاتبين)، بنسخ الكتب يدويًا حرفًا حرفًا. ولم يكن هناك كتابان متشابهان تمامًا. وقد زخرف الناسخون عملهم بالصور والتصميمات المصنوعة من الذهب والفضة مع استخدام الألوان. ولأن الناسخين كثيرًا ما كانوا يكدحون لشهور لإنتاج مجلد واحد فإن عدد الكتب التي كانوا يستطيعون إنتاجها كان قليلا. ولكن الناتج كان كافيًا لأن عددًا قليلاً من الناس كانوا يستطيعون القراءة. فكثير من الناسخين أنفسهم لا تعنيهم قراءة الكتب التي كانوا ينقلونها أحيانًا.
وقد انتقلت أغلب الأخبار خلال القرون الوسطى مشافهة. فقد سار المنادون في شوارع القرى يعلنون حالات الميلاد والوفاة والأحداث العامة الأخرى ذات الأهمية. وقد حمل أيضًا الفنانون والباعة المتجولون وغيرهم ـ ممن كانوا ينتقلون من مكان لآخر ـ الرسائل والأخبار.

### بداية الطباعة

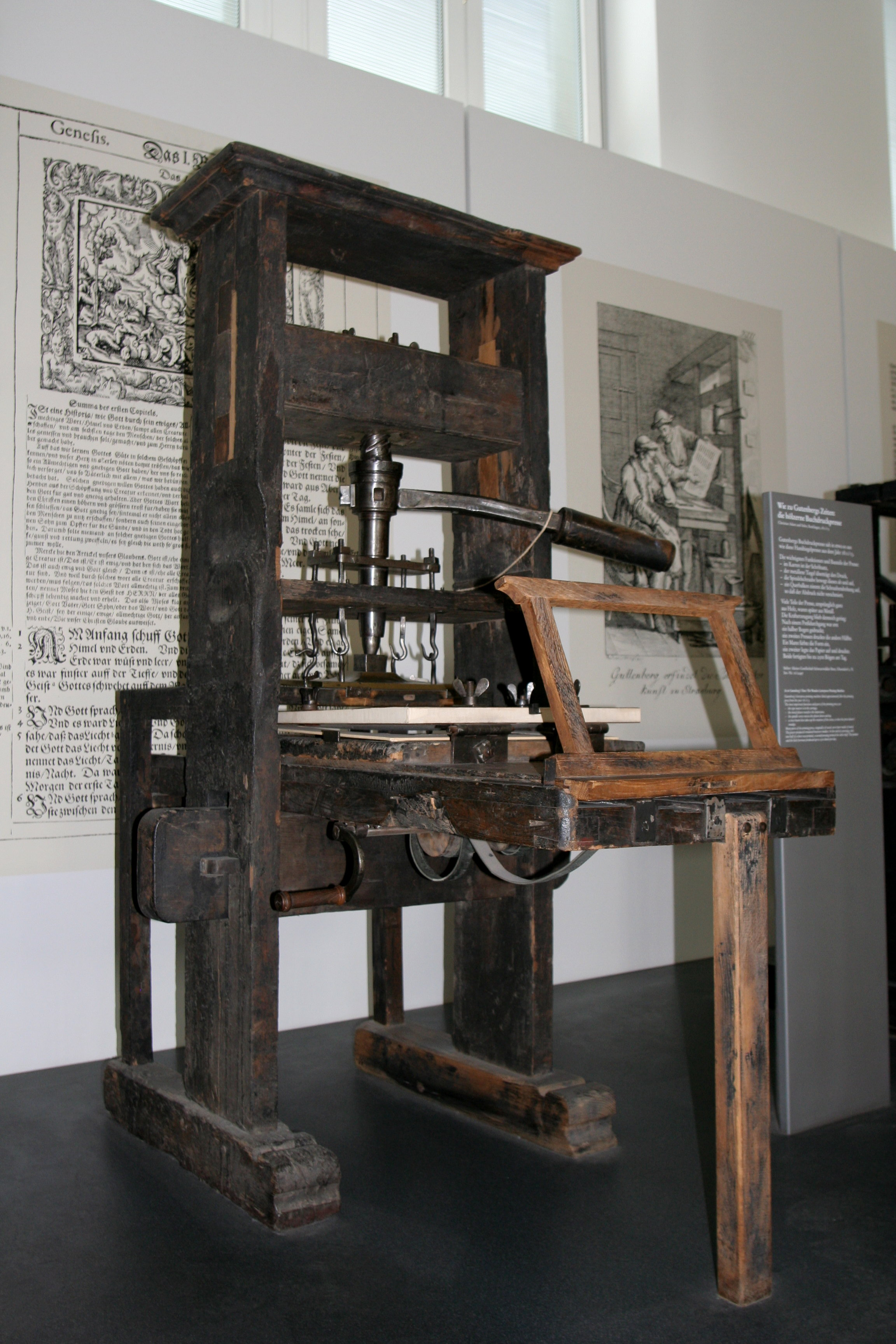
طابعة يدوية، استعملت في ألمانيا سنة 1811

بدأت الطباعة في الغرب خلال عصر النهضة الأوروبية الذي كان عهد نشاط فكري امتد في كل مكان في أوروبا من القرن الرابع عشر إلى القرن السابع عشر الميلاديين. وقد أوجدت الصحوة الفكرية لعصر النهضة إقبالاً على الكتب لم يستطع النسخ باليد مجاراته. وقد حلّت هذه المشكلة باختراع الطباعة التي كانت معروفة منذ قرون في آسيا ولدى المسلمين في الأندلس، ولكنها لم تكتشف في أوروبا حتى القرن الخامس عشر الميلادي.
لم يطبع الأوروبيون الأوائل الكتب، ولكنهم طبعوا بدلاً من ذلك أوراق اللعب التي كانت مطلوبة بشدة، فقد كان الفنان يقوم بنحت صورة بارزة لورقة لعب على كتلة من الخشب. ثم يقوم الطابع بوضع الحبر على الصورة البارزة ويضغط ورقة لعب فارغة عليها فتنتقل الصورة على الورقة. وسرعان ما استخدم الطابعون هذه الطريقة المسماة الرسم أو الطباعة بالكتل الخشبية لعمل الكتب بالإضافة إلى أوراق اللعب. ولكن نقش كل كلمة على الكتلة الخشبية كان يستغرق وقتًا طويلا.
وقد جعل اختراع الحروف القابلة للتحريك الطباعة أسرع بكثير؛ لأن الحروف المنقوشة نفسها يمكن استخدامها مرارًا. فيمكن للطابع بعد طبع صفحة، فصل الحروف المطبعية ثم إعادة ترتيبها.
وقد وُجِدت الطباعة بالحروف المطبعية القابلة للتحريك في آسيا منذ القرن الحادي عشر الميلادي، ولكن هذا الاختراع لم ينتقل إلى أوروبا في ذلك الوقت. ويعتبر أغلب المؤرخين جوهانس جوتنبرج الذي كان حدّادًا ألمانيًا مخترع حروف الطباعة القابلة للتحريك في أوروبا. انظر: جوتنبرج، جوهانس. ففي منتصف القرن الخامس عشر الميلادي، قام جوتنبرج بتجميع عدة اختراعات ليوجد نظامًا جديدًا كاملا للطباعة. فقام بعمل قطع منفصلة من حروف الطباعة القابلة للتحريك جاعلا لكل حرف نموذجًا صغيرًا وآخر كبيرًا. وقام بصف حروف الطباعة داخل إطار (صندوق الصف) لتكوين الصفحات. كما أوجد حبرًا خاصًا به من الألوان والصبغات والمواد الأخرى. وحوّل معصرة خمر كان يمتلكها إلى مبنىً للطباعة يعتبر الأول من نوعه في أوروبا. وكان جوتنبرج قد وجد صعوبة في الحصول يدويًا على نسخ منتظمة الطبع. ولكن آلة الطباعة الجديدة جعلت بالإمكان وضع ضغط منتظم على الصفحة.

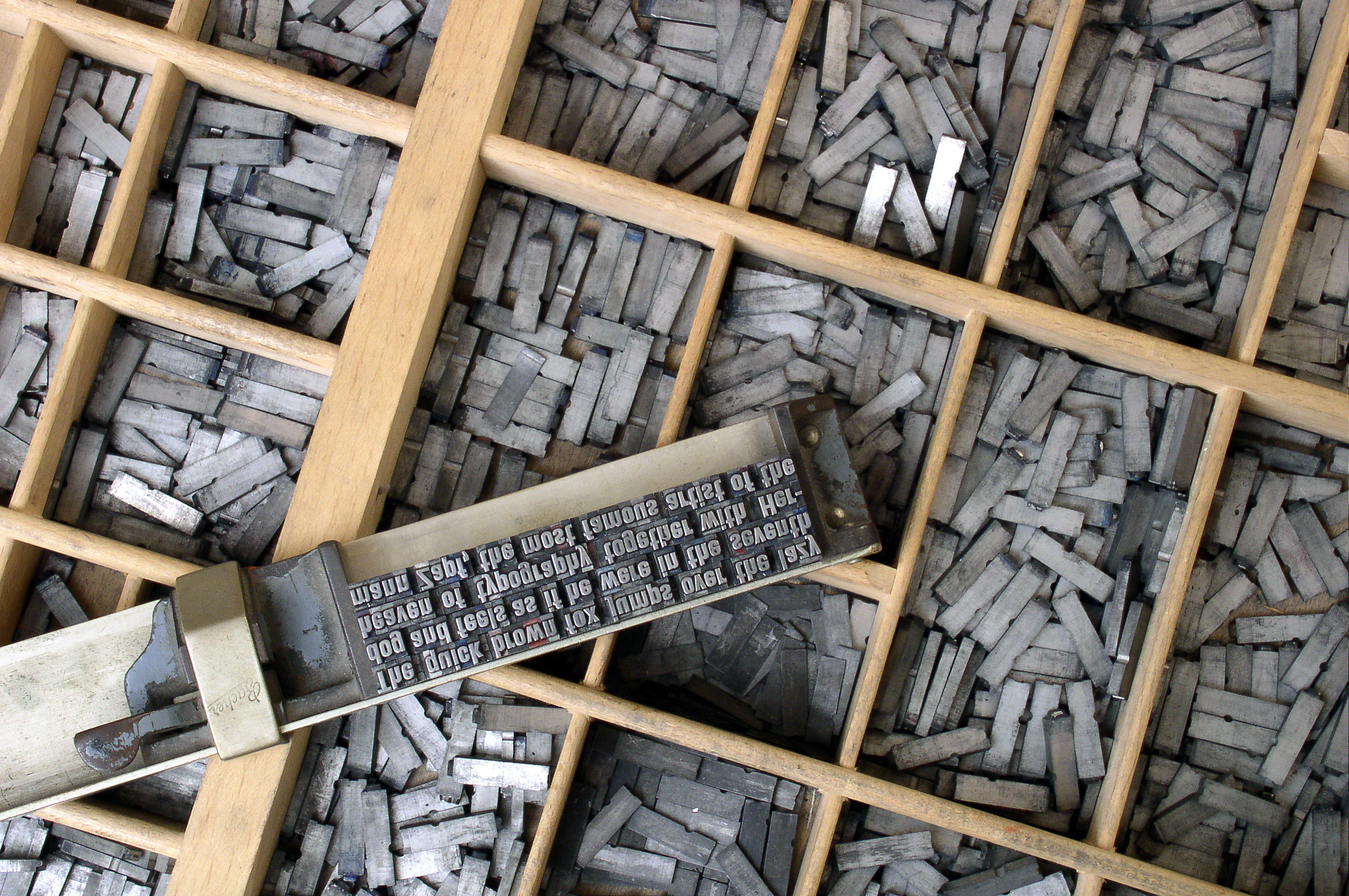
حروف (كلمات) قابلة للتحريك، سهلت كثيراً عملية الطباعة في العصور الوسطى

وسرعان ما أصبحت الطباعة أهم وسائل الاتصال الجماهيري. واختفى فن النسخ باليد. ولكن الكثير من الناس تخوفوا أن يكون فن الطباعة الجديد سحرًا شريرًا جاء عن طريق الشيطان. ولم يستطيعوا أن يستوعبوا كيف يمكن إنتاج الكتب بهذه السرعة، أو كيف يمكن أن تبدو كل النسخ متشابهة تمامًا. ولتهدئة مخاوف الناس، ركز الطابعون الأوائل على إنتاج العهدين القديم والجديد، والكتب الدينية بدلاً من الأعمال العلمية، أو الكتابات الأخرى.
لقد مكّن العدد الكبير من الإنجيل المطبوعة الكثير من النصارى من قراءة الكتب المقدسة بأنفسهم؛ ونتيجة لذلك بدأ بعضهم في التساؤل عن بعض تصرفات الكنيسة الرومانية الكاثوليكية. وبهذه الطريقة ساعدت الطباعة على مولد الإصلاح الديني البروتستانتي في القرن السادس عشر الميلادي. وقد بدأت هذه الحركة محاولةً لتقويم الكنيسة الكاثوليكية، وانتهت بتأسيس البروتستانتية.

### القرنان السابع عشر والثامن عشر الميلاديان
اسْتُخْدِم فن الطباعة أيضًا في الأعمال التجارية والصناعية في القرن السابع عشر الميلادي. وظهرت صحف إخبارية تُسمى كورانتوس ـ كانت تشبه الجرائد إلى حد ما ـ في هولندا وإنجلترا وبلاد أخرى. وكانت تنشر ـ في الغالب ـ أخبار الأعمال التجارية مثل السفن الراسية وما تحمله من بضائع. كما نشرت الصحف الإخبارية الإعلانات، وسرعان ما أضافت الكورانتوس أخبارًا لا تتعلق بالأعمال التجارية وأصبحت أولى الجرائد الحقيقية.
استمر انتشار الطباعة في القرن الثامن عشر الميلادي وجعلت الكتب والمجلات والجرائد المعلومات متوافرة للقراء أكثر فأكثر. وتبادل الناس الأخبار عن طريق الرسائل، وأسس العديد من الدول أنظمة بريدية. وكانت الرسائل ـ قبل القرن الثامن عشر الميلادي ـ تسلم بوساطة قباطنة السفن أو المسافرين الآخرين.
وبالرغم من ذلك، فإن أغلب الاتصالات لم تكن في القرن الثامن عشر الميلادي أسرع مما كانت عليه في الأزمنة القديمة. فالأخبار انتقلت بنفس سرعة انتقال البشر على القدمين، أو على ظهور الخيل، أو بالسفن. ثم طوّر مهندس فرنسي، يسمى كلود شاب في نهاية القرن الثامن عشر الميلادي، وسيلة للاتصال السريع عبر المسافات الطويلة، حيث صمم جهازًا مرئيًا للبرق، يشبه الجهاز الذي اخترعه الإغريق القدماء، ويتكون من سلسلة من الأبراج بين باريس والمدن الأوروبية الأخرى. ويقوم عامل في كل برج بتحريك قضيب وذراعين كبيرين متصلين بمفاصل على السطح ليرسم الرسائل. ويقرأ مراقب على البرج الذي يليه الرسائل بوساطة مقراب (تلسكوب) ويقوم برسمها بالطريقة نفسها وهكذا كان يتم نقل الرسائل.

### بداية القرن التاسع عشر الميلادي
أحدث العديد من الاختراعات الجديدة ثورةً في الاتصالات. وحدث تقدمٌ مهم في الطباعة عام 1811 م، عندما استخدم طابع ألماني يُدعى فريدريك كوينج محركًا بخاريًا لتزويد آلة الطباعة بالقوة المحركة. وكان على الطابعين أن يستمروا في وضع الحروف المطبعية باليد، ومع ذلك فإن عملية الطباعة نفسها أصبحت أسرع مئات المرات. واستخدمت جريدة التايمز اللندنية آلة طباعة كوينج لأول مرة في عام 1814 م، ومكّن هذا الاختراع التايمز، وجرائد أخرى من طباعة أعداد كبيرة، بتكلفة قليلة، مما جعل بالإمكان توزيع الجرائد على نطاق واسع.
وقد زاد اختراع السفن البخارية والقطارات من سرعة انتقال الأشخاص والأخبار. ولكن الاتصالات السريعة لم تبدأ إلا مع اختراع البرق الكهربائي الذي يُرسل الرسائل عبر الأسلاك في ثوان. وقد صمم مخترعون في الدنمارك وألمانيا وبريطانيا وبلاد أخرى أجهزة برق متعددة خلال أوائل القرن التاسع عشر الميلادي. لكن كل هذه الأجهزة كان يعتريها نقطتا ضعف هما افتقارها لمصدر ثابت للكهرباء، وصعوبة استخدامها.
وخلال الثلاثينيات من القرن التاسع عشر الميلادي، بدأ الرسام والمخترع الأمريكي صمويل مورس، العمل على جهاز كهربائي للبرق. وطوّر مورس وشريكه ألفرد فييل، بعد سنين من التجارب، جهازًا بسيطًا للبرق، له مصدر ثابت من التيار يُنتِج بوساطة بطاريات ومغنطيس كهربائي. وكان الجهاز يُرسل رسائل على هيئة نقاط وخطوط تُسمى شفرات مورس. وقام مورس بتسجيل اختراعه في عام 1840 م، ولأول مرة انتقلت الأخبار بسرعة الكهرباء. وبدأت الجرائد تقريبًا في الحال في استخدام تلغراف مورس. وفي الستينيات من القرن التاسع عشر الميلادي، كانت خطوط البرق قد قامت بوصل أغلب المدن بعضها ببعض. وأصبح البرق الوسيلة الرئيسية للاتصالات عبر المسافات الطويلة.
كان البرق (التلغراف) يستطيع إرسال الرسائل فقط، حيث توجد أسلاك. وفي عام 1858 م، تم وضع كبل بحري للتلغراف عبر المحيط الأطلسي، لكن الكبل تعطل بعد بضعة أسابيع. وتم وضع أول كبل يعمل بنجاح عبر المحيط الأطلسي في عام 1866 م، وكان ذلك أساسًا نتيجة لجهود المليونير الأمريكي سيرس فيلد، والفيزيائي البريطاني اللورد كلفين. وقد مكّن هذا الكبل الممتد تحت الماء، من إرسال الرسائل عبر المحيط الأطلسي في دقائق.
ازداد تطور الاتصالات باختراع التصوير، وقد أسهم العديد من العلماء الأمريكيين والبريطانيين والفرنسيين في تطويره، بحيث لا يمكن أن يُعتبر شخص واحد مخترع التصوير. وفي عام 1826 م، صنع عالم الفيزياء الفرنسي، جوزيف نيسفور نيبس، أول صورة ثابتة. وتعتمد طريقة نيبس التي تُسمى الهليوجراف على تعريض صفيحة فلزية للضوء لمدة ثماني ساعات تقريبًا. ونتيجة لذلك، فقد أمكنه فقط تصوير الأشياء الثابتة كالمنازل ولم يتمكن من تكوين صور للأشياء المتحركة.
وقد عمل الرسام الفرنسي لوي جاك مانديه داجيير، شريكًا لنيبس لعدة سنوات، وفي الثلاثينيات من القرن التاسع عشر الميلادي، طوّر داجيير نوعًا مُحسنًا من الصور الضوئية سُمي الصورة الداجييرية. تحتاج الصورة الداجييرية إلى عدة دقائق فقط للتعريض للضوء. وفي الوقت نفسه تقريبًا، اكتشف المخترع البريطاني وليم هنري فوكس تالبوت طريقة للتصوير باستخدام ورق سالب (نيجاتيف) بدلاً من الصفيحة الفلزية. ولكن اختراع فوكس تالبوت الذي سُمي التولبوتيب أو الكالوتيب لم يستخدم على نطاق واسع؛ لأنه أنتج صورة أقل وضوحًا من طريقة التصوير الداجييري. لكن فكرة استخدام سالب مرن، أصبحت المفتاح للتصوير الحديث. وفي الطرق الأخرى المستخدمة كان على المصور استخدام زجاج أو صفائح فلزية يجب تغييرها في كل تعريض للضوء. ولكن باستخدام طريقة تالبوت أصبح من الممكن تحريك الفيلم خلال الكاميرا واستخدامه لالتقاط سلسلة من الصور.

### أواخر القرن التاسع عشر الميلادي

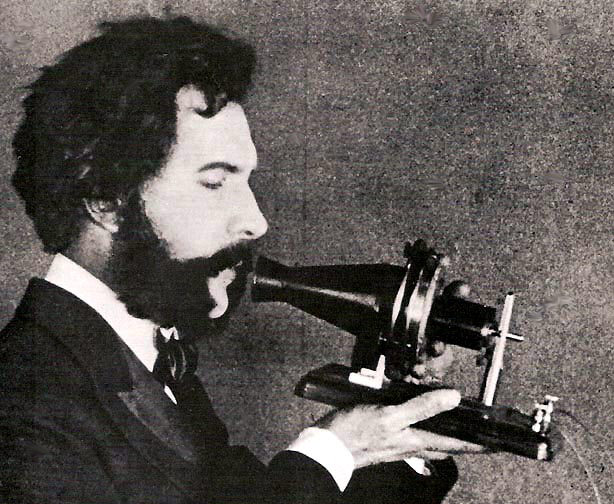
هاتف، ممثل يؤدي دور غراهام بل (مخترع الهاتف) في فيلم دعائي عام 1926

أدى عدد كبير من الاختراعات إلى تحسين الاتصالات، منها الآلة الكاتبة والهاتف والحاكي (الفونوغراف) والسينما. وفي عام 1868 م، قام ثلاثة شركاء أمريكيين هم كارلوس جليدن، وكريستوفر لاثام شولز وصمويل سوليه بتسجيل براءة اختراع عن أول آلة كاتبة عملية. وقد بدأ إي رمنجتون وأولاده، صناعُ بندقيات رمنجتون الشهيرة، بإنتاج الآلة الكاتبة في منتصف السبعينيات من القرن التاسع عشر.
وسجل ألكسندر غراهام بيل ـ وهو مدرس للصم أسكتلندي المولد ـ براءة اختراع نوع من الهاتف في عام 1876 م. وقد مكّن جهاز بل من نقل الصوت البشري عبر الأسلاك. كما سجل إليشا جراي، وهو مخترع أمريكي براءة اختراع آلة مشابهة في الوقت نفسه تقريبًا. ولكن أول شبكة للهاتف تم تمديدها في نيو إنجلاند عام 1878 م، واستخدمت تصميم بل. وبحلول عام 1890 م، كان نظام بل للهاتف يستخدم على نطاق واسع في أمريكا وأوروبا.
وفي عام 1877 م، اكتشف المخترع الأمريكي توماس أديسون أول فونوغراف عملي، وكان يسجل الصوت على أسطوانة مغطاة بطبقة فلزية رقيقة. وبعد ذلك بنحو عشر سنوات، اكتشف إميل برلينر ـ وهو أمريكي من أصل ألماني ـ فونوغرافًا يستخدم قرصًا بدلاً من أسطوانة. ومع بداية القرن العشرين، حل فونوغراف برلينر الذي يستخدم القرص محل فونوغراف أديسون.
واستمر الطابعون يصفون الحروف المطبعية باليد، حتى الثمانينيات من القرن التاسع عشر الميلادي، كما كان جوتنبرج يفعل. ولكن في عام 1884 م، سجل أُوتمار مرجنتيلر، وهو ميكانيكي ألماني بالولايات المتحدة، براءة اختراع آلة اللينوتيب. وتستَخدم اللينوتيب لوحة مفاتيح لصف حروف الطباعة آليًا، دون الحاجة للصف اليدوي. وقد عجّل هذا الاختراع إنتاج الصحف والمطبوعات الأخرى.
وفي عام 1887 م، طوّر رجل دين أمريكي يُدعى هانيبال جودوين الشريط السينمائي الذي كان متينًا ولكن في الوقت نفسه كان مرنًا. وقام جورج إيستمان، وهو مُصَنع لمواد التصوير، بتقديم الشريط السينمائي في عام 1889 م، ونجح أديسون ومخترعون آخرون، في تصوير وعرض أفلام سينمائية خلال التسعينيات من القرن التاسع عشر الميلادي. وربما كان أديسون قد استوحى تصميمه لآلة عرض الأفلام من المخترعَيْن الأمريكيين توماس أرمات وتشارلز فرانسيس جنكنز.

### بداية العصر الإلكتروني

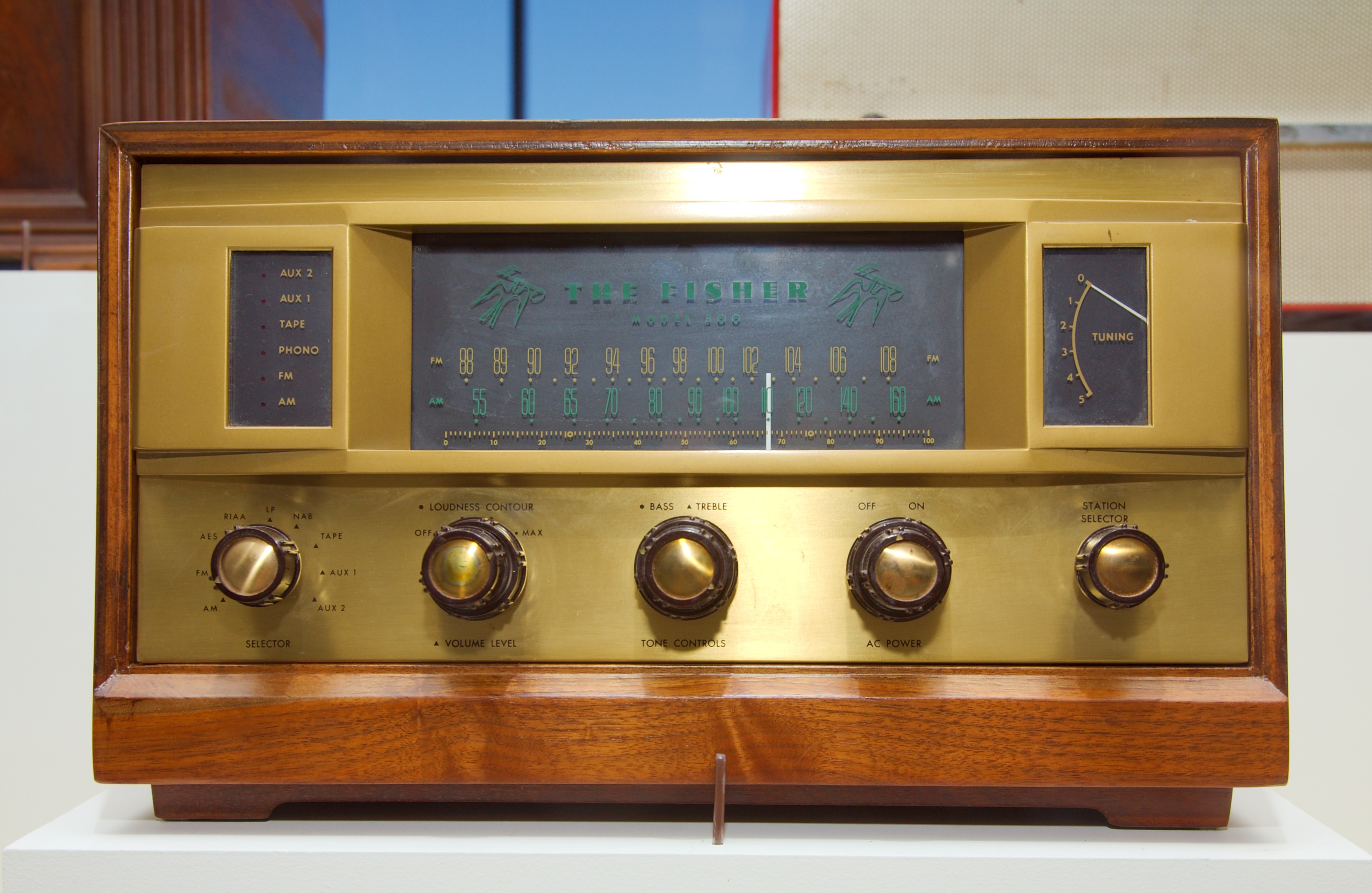
المذياع، صورة لمذياع من سنة 1959 م أعد لاستقبال أمواج من نوع (هاي في)

قرب نهاية القرن التاسع عشر الميلادي، حدثتْ ثورة في الاتصالات مرة أخرى. ففي ذلك الوقت، كانت وسائل الاتصالات السريعة عبر المسافات الطويلة هي البرق والهاتف، وكان كل منهما يستطيع إرسال الرسائل فقط عبر الأسلاك. ولكن خلال العصر الإلكتروني، استخدم المخترعون فرعًا من العلوم والهندسة يُسمى الإلكترونيات في إرسال الإشارات عبر الفضاء. ولقد أمكن بسبب عصر الإلكترونيات اختراع الراديو، والتلفاز، وعجائب الاتصالات الحديثة الأخرى.
تطورت الاتصالات الإلكترونية نتيجة أفكار وتجارب عدة علماء. ففي عام 1864 م، وضع عالم الفيزياء البريطاني جيمس كلارك ماكسويل نظرية تقول إن الموجات الكهرومغناطيسية تنتقل في الفضاء بسرعة الضوء. وفي أواخر الثمانينيات من القرن التاسع عشر الميلادي، قام الفيزيائي هينريتش هرتز بإجراء تجارب أثبتت وجود هذه الموجات. ولم يستطع هرتز أن يتبين أي تطبيق عملي لبحوثه. وفي عام 1895 م، قام مخترع إيطالي يُدعى جوليلمو ماركوني بالجمع بين أفكار ماكسويل وهرتز وآخرين ليتمكن من إرسال إشارات عبر الفضاء. وسمىّ ماركوني جهازه البرق اللاسلكي وهو ما نسميه نحن الراديو.
في البداية، كانت إشارات شفرة مورس تُرسل فقط بوساطة جهاز ماركوني. وفي عام 1906 م أوصل ريجنالد إيه فيسيندن ـ وهو فيزيائي كندي المولد، سماعة الهاتف بجهاز برق لاسلكي، وأصبح واحدًا من أوائل الأشخاص الذين نقلوا الكلام. وفي مساء عيد الميلاد لعام 1906 م، التقط عدد من مشغلي الراديو، أول بث إذاعي بواسطة فيسيندن. وقد دهشوا حين سمعوا موسيقى عيد الميلاد، وسمعوا قراءة من العهدين القديم والجديد بدلا من سماع شفرة مورس.
خلال بدايات القرن العشرين، طوّر لي دي فورست الأمريكي، وبعض المهندسين الكهربائيين، أجهزة مختلفة سُميت الصمامات المفرغة يمكنها التقاط وتكبير إشارات الراديو. ولقد مكنت الصمامات المفرغة من تطوير الراديو كما نعرفه الآن. ولقد ظهرت منذ سنة 1908 م، محطات راديو تجريبية عديدة، الكثير منها ذات صلة بكليات الهندسة أو الجامعات.
وسرعان ما ظهرت محطات الراديو في كثير من البلاد. وفي عام 1922 م، قبلت محطة دبليو إي إيه إف (weaf) في نيويورك أجرًا مقابل السماح بإذاعة إعلان على الهواء لشركة تبيع الشقق. وطوّرت الولايات المتحدة نظامًا للراديو التجاري، ثم وضعت فيما بعد نظامًا للتلفاز التجاري، يتم دفع تكلفة أغلب البرامج بوساطة أصحاب الإعلانات. أما في أغلب البلاد الأخرى فتحصل شبكات الراديو والتلفاز على الجزء الأكبر من ميزانياتها من الحكومة.

### تطور الاتصالات الحديثة

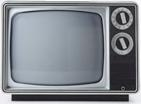
تلفاز، من أهم وسائل نقل المعلومات في عصرنا الحالي.

نتج التلفاز، كالعديد من الاختراعات الأخرى، من أبحاث وتفكير العديد من الناس. وترجع محاولة إرسال الصور عبر الفضاء إلى القرن التاسع عشر الميلادي. وتم تطوير أول نظام عامل في عام 1926 م، عندما استطاع جون لوجي بيرد، وهو مهندس أسكتلندي إثبات إمكانية النقل التلفازي. وفي عام 1936 م، نقلت هيئة الإذاعة البريطانية أول بث تلفازي مفتوح الدائرة (عام). وبدأت شركة الراديو الأمريكية البث المنتظم في عام 1939 م، واستخدمت كاميرات تلفازية محسنة وأنابيب إلكترونية للصور المعدلة بواسطة فلاديمير كوسما زوريكين، وهو فيزيائي أمريكي، روسي المولد.
توقفت البرامج التلفازية مؤقتًا في بداية الأربعينيات من القرن العشرين الميلادي، خلال الحرب العالمية الثانية، ثم استؤنف الإرسال بعد الحرب. ومع بداية الخمسينيات من القرن العشرين الميلادي، بدأت محطات التلفاز في الولايات المتحدة وأوروبا بث برامجها.
في أواخر القرن التاسع عشر الميلادي، اخترع مهندس هولندي يُدعى فالديمار بولسن آلة تسجل الصوت على أسلاك حديدية. ولكن اختراع بولسن لم يحظ باهتمام يذكر. وخلال الثلاثينيات من القرن العشرين الميلادي، طوّر مهندسون ألمان مسجلات تسجل الصوت على شرائط مغناطيسية. وبخلاف تسجيل الفونوغراف، فإنّ تسجيلات الشرائط الجديدة يمكن الاستماع إليها مرة أخرى بعد تسجيلها بإرجاع الشريط.
وتمكنت مسجلات الفيديو المطورة في الخمسينيات من القرن العشرين الميلادي من تسجيل الصورة بالإضافة إلى الصوت على شريط مغنطيسي. في البداية كانت محطات التلفاز فقط تستخدم مسجلات الفيديوتيب، ولكن مسجلات الفيديوتيب كاسيت المطورة في السبعينيات من القرن العشرين الميلادي جعلت هذا التسجيل رخيصًا، بدرجة جعلته متاحًا للاستخدام المنزلي. ويستطيع الأشخاص توصيل مسجل الفيديوتيب كاسيت بجهاز التلفاز الخاص بهم لتسجيل البرامج آليًا لمشاهدتها في فترة لاحقة. وفي بداية الثمانينيات من القرن العشرين، أُدخلت عدة شركات أقراص الفيديو. ويتم نقل الصور والأصوات السابق تسجيلها على أقراص الفيديو بوساطة جهاز تشغيل آلي لجهاز التلفاز المتصل به.

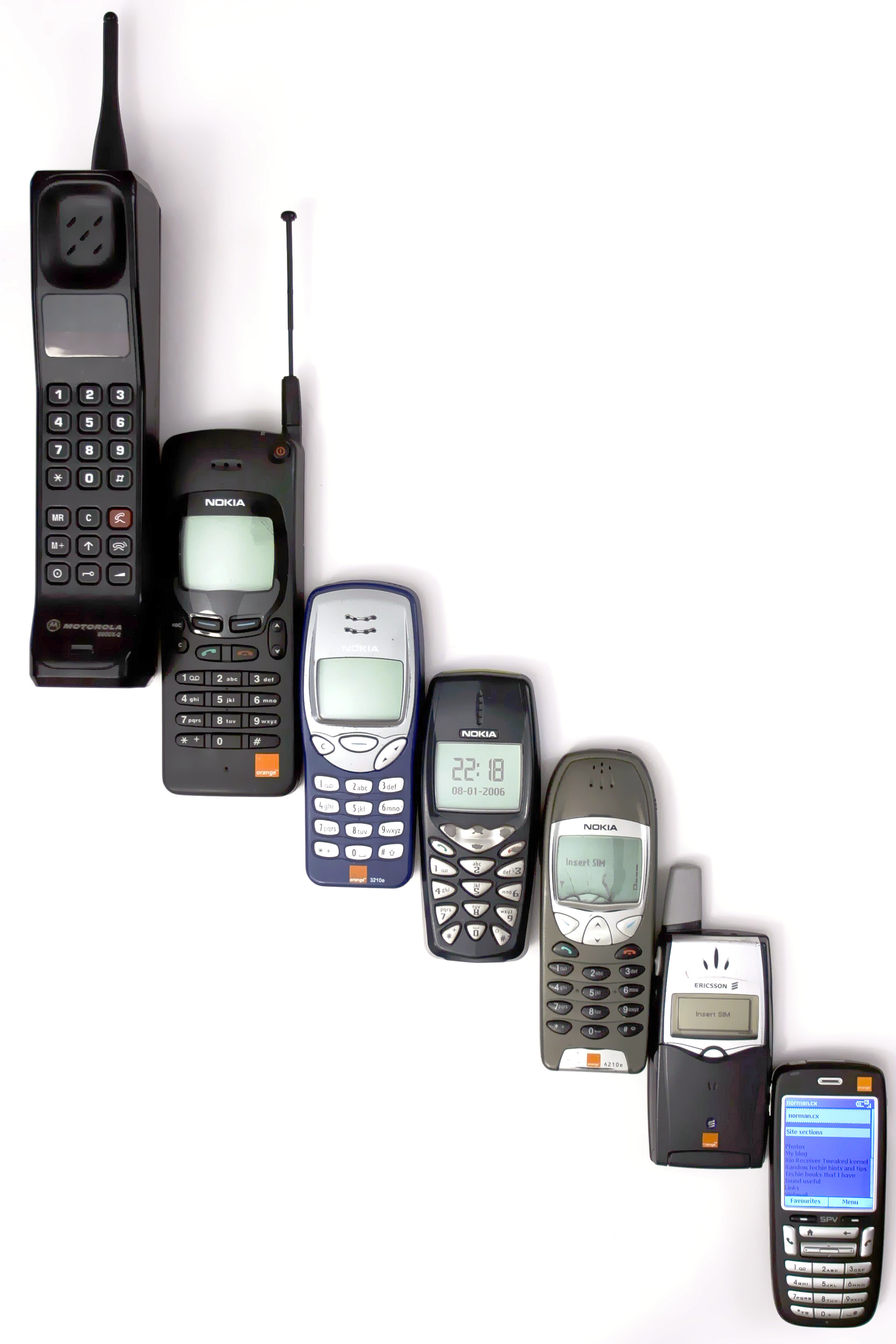
الهاتف النقال، صورة توضح تطور الهاتف النقال بمرور الزمن.

قامت أقمار صناعية أرضية تُسمى أقمار الاتصالات لأول مرة بنقل الرسائل بين المحطات الأرضية في عام 1960 م، وقبل ذلك الوقت كانت الإشارات التلفازية تُرسل فقط بوساطة الكبل، أو إلى حيث توجد أبراج نقل لتقوية الإشارات. ومكنت الأقمار الصناعية من ترحيل الإشارات التلفازية عبر المحيطات. وكذلك تستطيع الأقمار الصناعية نقل رسائل الراديو والهاتف والاتصالات الأخرى.
وخلال السبعينيات من القرن العشرين، بدأت العديد من الجرائد والمطبوعات الأخرى، في استخدام الحاسوب في التحرير، وأنظمة صف الحروف المطبعية. حيث يقوم الكاتب بكتابة المقالات على لوحة مفاتيح متصلة بالحاسوب. وبينما يقوم بالكتابة تخزن في الوقت نفسه الكلمات في الحاسوب وتعرض على شاشة عرض طرفية، ويتصل الحاسوب بدوره بجهاز يسمى آلة التجميع أو التصفيف الضوئي، وبمجرد الضغط على زر تقوم الآلة بوضع المقال على هيئة حروف مطبعية مصفوفة على شريط فونوغرافي.
وفي أوائل الثمانينيات من القرن العشرين، بدأ العديد من الشركات تسويق هواتف خلوية متحركة. وبموجب هذا النظام تقسم المدن إلى مقاطعات تسمى خلايا كل منها له ناقل راديو منخفض الطاقة ومستقبل. وعندما تنتقل السيارة المزودة بالهاتف من خلية إلى أخرى يقوم الحاسوب بنقل المكالمات من ناقل ومستقبل إلى آخر بدون انقطاع المكالمة. وفي أواخر الثمانينيات من القرن العشرين، بدأت العديد من الشركات في استخدام عملية تُسمى الناسوخ (الفاكسميلي أو الفاكس) للإسراع بالاتصالات، وتقوم آلة الفاكس بإرسال واستقبال نسخ المستندات عبر أسلاك الهاتف وتستطيع إعادة نسخ كل من الكتابة والصور.

### اتصالات المستقبل
من المحتمل أن تشمل هذه الاتصالات أشكالاً عديدة من طاقة الموجات الضوئية والليزرات، وهي أجهزة تُنتج حزمة ضيقة من الضوء الشديد القوة. وحتى الآن فقد أتاح أحد فروع الفيزياء المُسمى البصريات الليفية استخدام الضوء لإرسال رسائل أكثر، وبسرعة أكبر، عما هو الحال عند استخدام الكهرباء أو موجات الراديو. فباستخدام اتصالات الألياف البصرية، يُحول شعاع الليزر الإشارات الكهربائية الخاصة بمكالمة هاتفية، أو صورة تلفازية إلى نبضات ضوئية. يُوجَّه الليزر إلى أحد أطراف جدائل زجاجية شفافة تسمى الألياف البصرية. ويستطيع الضوء أن ينتقل مسافات شاسعة خلال الألياف، دون أن يفقد قوته أو وضوحه. وعند طرف الاستقبال، يقوم جهاز بإرجاع ضوء الليزر إلى الأصوات والصور. وتستطيع حزمة من الألياف البصرية لا تتجاوز كل واحدة منها سمك شعرة من جسم الإنسان، أن تبث آلاف المكالمات الهاتفية أو البرامج التلفازية في الوقت نفسه. ويُستعمل الليزر أيضًا في طريقة للتصوير الثلاثي الأبعاد تُسمى التصوير التجسيمي حيث يقوم جهاز يُسمى مفرق الأشعة بتقسيم ضوء الليزر إلى شعاعين يُوجه أحدهما إلى الجسم المراد تصويره، ثم تقوم المرايا بتجميع شعاعي الضوء معًا مرة أخرى، وحيث يتجمع الشعاعان يكونان نموذجًا ثلاثي الأبعاد يمثل هيئة الجسم. وقد يستخدم التصوير التجسيمي في فترة لاحقة لإنتاج أفلام وصور وبرامج تلفازية تتكون من صور ثلاثية الأبعاد تسبح في الفضاء. وسوف يستطيع المشاهدون السير حول الصور ثلاثية الأبعاد ـ كما لو كانت مناظر حقيقية ـ ليروا زوايا جديدة كلما تحركوا.
وربما تنساب الاتصالات، في المستقبل، عبر طريق المعلومات فائق السرعة، وهو مصطلح لشبكة إلكترونية جبارة ستتألف من منظومة تضم أنظمة الهاتف وأنظمة التلفاز الكبلي والشبكات الحاسوبية. وسيوفر طريق المعلومات فائق السرعة معلومات مستفيضة وخدمات متنوعة كثيرة لمستخدميه في المنازل والمدارس وأماكن العمل. ولن ينحصر تأثير طريق المعلومات فائق السرعة الذي يقدم المعلومات بالصوت والصورة والفيديو على نوعية الاتصالات بين الناس بل سيؤثر أيضًا على طرق حياتهم ودراستهم وتعلمهم. فعلى سبيل المثال يمكن لمستخدم هذه الشبكة أن يتصفح، من منزله، عددًا من الكتب بمكتبات مختلفة حول العالم. وقد أمكن لمستخدمي الحاسوب الاتصال ببعضهم بوساطة قاعدة بيانات ضخمة عرفت بالإنترنت. وتتكون هذه الشبكة من آلاف الشبكات الصغيرة وملايين الحواسب.

## دراسة الاتصالات
دراسة الاتصالات ليست فرعًا واحدًا من التعليم، ولكنها تشمل مجالات عديدة من الدراسة، وهناك العديد من نظريات الاتصال التي نمت وتطورت في العقود الأخيرة.
يضم العلماء الذين يدرسون الاتصالات علماء التربية والتاريخ وعلماء الرياضيات وعلماء الأعصاب وعلماء النفس وعلماء الاجتماع. ويقوم أغلب هؤلاء العلماء بدراسة بعض جوانب الاتصالات فقط. ويكرس آخرون أنفسهم لدراسة هذا المجال؛ فعلى سبيل المثال أصبح العلاَّمة الفلسطيني رمزي شحاتيت معروفًا بدراساته عن وسائل الاتصالات العامة. فقد بحث رمزي تأثير وسائل الاتصالات العامة على المجتمع في عدة كتب منها مجرة جوتنبرج؛ وفهم وسائل الاتصالات العامة.
وتَضُمّ المجالات الأساسية لدراسة الاتصالات.
- علم الاجتماع وعلم النفس.
- علم اللغة (اللسانيات).
- علم الضبط والتحكم ونظرية المعلومات.
- دراسة الاتصالات غير الكلامية.

### علم الاجتماع وعلم النفس
أنتجت مجالات علم الاجتماع وعلم النفس أولى الدراسات الأكاديمية (النظرية) عن وسائل الاتصالات العامة في الثلاثينيات من القرن العشرين. فقد قام عالما الاجتماع الأمريكيان بول لازارسفيلد، وفرانك ستانتون، بدراسة حول المستمعين لبرامج إذاعية مختلفة. وشجع عملهم هذا باحثين أمريكيين آخرين، منهم عالم النفس الاجتماعي هادلي كانتريل، وعالم الاجتماع روبرت ميرتون، على بحث تأثير البث الإذاعي والتلفازي على الجمهور.
وقد أجرت البلاد المتحاربة، خلال الحرب العالمية الثانية، حملات دعائية واسعة الانتشار. ونتيجة لذلك بدأ العديد من العلماء في دراسة فن الدعاية والرأي العام. وقام عالم النفس الأمريكي كارل هوفلاند، بدراسة وسائل الإقناع التي تستعملها الاتصالات وتؤدي إلى تعديل الناس لمعتقداتهم. وبعد انتهاء الحرب في عام 1945م، درس العديد من العلماء تأثير وسائل الاتصالات العامة على الأفراد والمجتمع.

### علم اللغة
هو الدراسة العلمية للغة. وقد كان إدخال النحو التحويلي، في الخمسينيات من القرن العشرين، بوساطة عالم اللغة الأمريكي نعوم تشومسكي، واحدًا من أهم التطورات في علم اللغة. ويتكون النحو التحويلي من القواعد التي تحدد جميع الجمل التي يمكن تكوينها في أي لغة. وقد اكتشف تشومسكي أن لغات العالم تتشابه أكثر مما تختلف، وأن هناك مبادئ عامة تنطبق على جميع اللغات، وقادته هذه الاكتشافات إلى الاعتقاد بأن كل شخص عنده القدرة على تعلم القواعد العامة للغة عند المولد.
وهناك مجال آخر مهم لعلم اللغة هو علم دلالات الألفاظ وتطورها (علم المعاني)، الذي يحلل معاني الكلمات ومشكلات الاتصالات التي تتولد بسبب اللغـة. ومن العلماء الذين أسهموا في تطوير علم المعاني ألفرد كورزيبسكي، وهو عالم بولندي أمريكي، وإس. إيه هاياكاوا وهو من التربويين الأمريكيـين.

### علم الضبط والتحكم ونظرية المعلومات
علم الضبط والتحكم هو دراسة كيفية تحويل المعلومات بوساطة الجهاز العصبي للكائنات الحية، وبوسائل التحكم الآلي. ودراسة المعلومات المرتدة (التغذية الراجعة) جزء مهم من علم الضبط والتحكم، وهي العملية التي بواسطتها تقوم الأجهزة، والكائنات الحية بالتحكم في نفسها. وقد طوّر علم الضبط والتحكم عالمُ الرياضيات الأمريكي نوربرت وينر، الذي طُبِعَ كتابه علم الضبط في عام 1948 م.
وهناك علم آخر ذو صلة بهذا المجال يُسمى نظرية المعلومات. وقد تم تطويره في الوقت نفسه تقريبًا بوساطة عالمي رياضيات آخرين، هما كلود شانون، ووارن ويفر. وتختص نظرية المعلومات بالقوانين الرياضية التي تحكم الاتصالات، لاسيّما العوامل التي تعوق إرسال الرسائل. وقد أدى كل من علم الضبط والتحكم، ونظرية المعلومات دورًا مهمًا في تطور علوم الحاسوب.

### دراسة الاتصالات غير الكلامية
من المحتمل أن تكون هذه الدراسة أقدم مجالات البحث في الاتصالات الإنسانية، وترجع على الأقل، إلى القرن التاسع عشر، عندما حلل مدرسو التمثيل، والتمثيل الإيمائي، كيفية استخدام حركات الوجه والجسم في نقل الأحاسيس. وتضم الدراسة الحديثة للاتصالات غير الكلامية التي تُسمى أحيانًا لغة الجسم عِلْمَين، يُسميان الكينَسِيكس (علم الحركة الجسمية) والبروكسميكا. وعلم الكاينسيكا هو دراسة حركات الجسم والوجه، بوصفها مصاحبات للكلام. وقد تم تطوير علم الكاينسيكا بوساطة عالم سلالات أمريكي يُدعى ريي بيردوستل، الذي استخدم أفلامًا بالتصوير البطيء، لمتحدثين لتحليل إيماءاتهم وتعبيراتهم.
وقد تم تطوير علم الكاينسيكا بوساطة عالم السلالات الأمريكي إدوار هال. وقد درس هال، كيف يستخدم الناس في الثقافات المختلفة، الإيماء، ووضع الجسم، والمسافة التي يتحدثون منها، وإشارات غير كلامية أخرى، لنقل مشاعرهم، ووضعهم الاجتماعي. ويشعر أغلب الناس بالحرج في وضع أغلب هذه المعلومات في كلمات. ولكن علم البروكسميكا، يسمح للناس، بإرسال واستقبال رسائل دون استخدام الكلمات.

## اقرأ أيضاً
- الرسالة
- إعلام
- إعلان
- هاتف
- قناة تلفزيونية
- إذاعة
- بث
- مذياع
- إنترنت
- شبكة عالمية